# Estádio Municipal Quinteirão

O Estádio Municipal Quinteirão ou Arena Poliesportiva Quinteirão é uma arena poliesportiva que está localizada no município baiano de Ibotirama, precisamente na sua zona urbana, situada na rua Antônio Nelson Soares Barbosa. Ele ocupa uma área de 16.992,00 metros quadrados, e que possui capacidade para 5.000 espectadores[carece de fontes?].
Após uma controvérsia sobre a denominação de Arena Municipal de Ibotirama que surgiu depois de uma reforma ocorrida no local, desde julho de 2018, houve a resolução do impasse com o estádio sendo renomeado para Arena Poliesportiva Quinteirão